# Linha de Sintra
De Linha de Sintra is de spoorlijn tussen de Portugese stad Lissabon (Station Rossio) en Sintra. De oorspronkelijke lijn is 28 km lang en telt 16 stations. De Comboios de Portugal (Portugese spoorwegen) exploiteren de lijn tussen Alverca en Benfica mede onder de naam Linha de Sintra. Dit deel omvat 12 stations en is 28 km lang.

Na een restauratie van enkele jaren is het deel tussen Rossio en Campolide weer in gebruik. Behalve de tunnel is het station gerestaureerd. Er is een groot winkelcentrum in gevestigd.

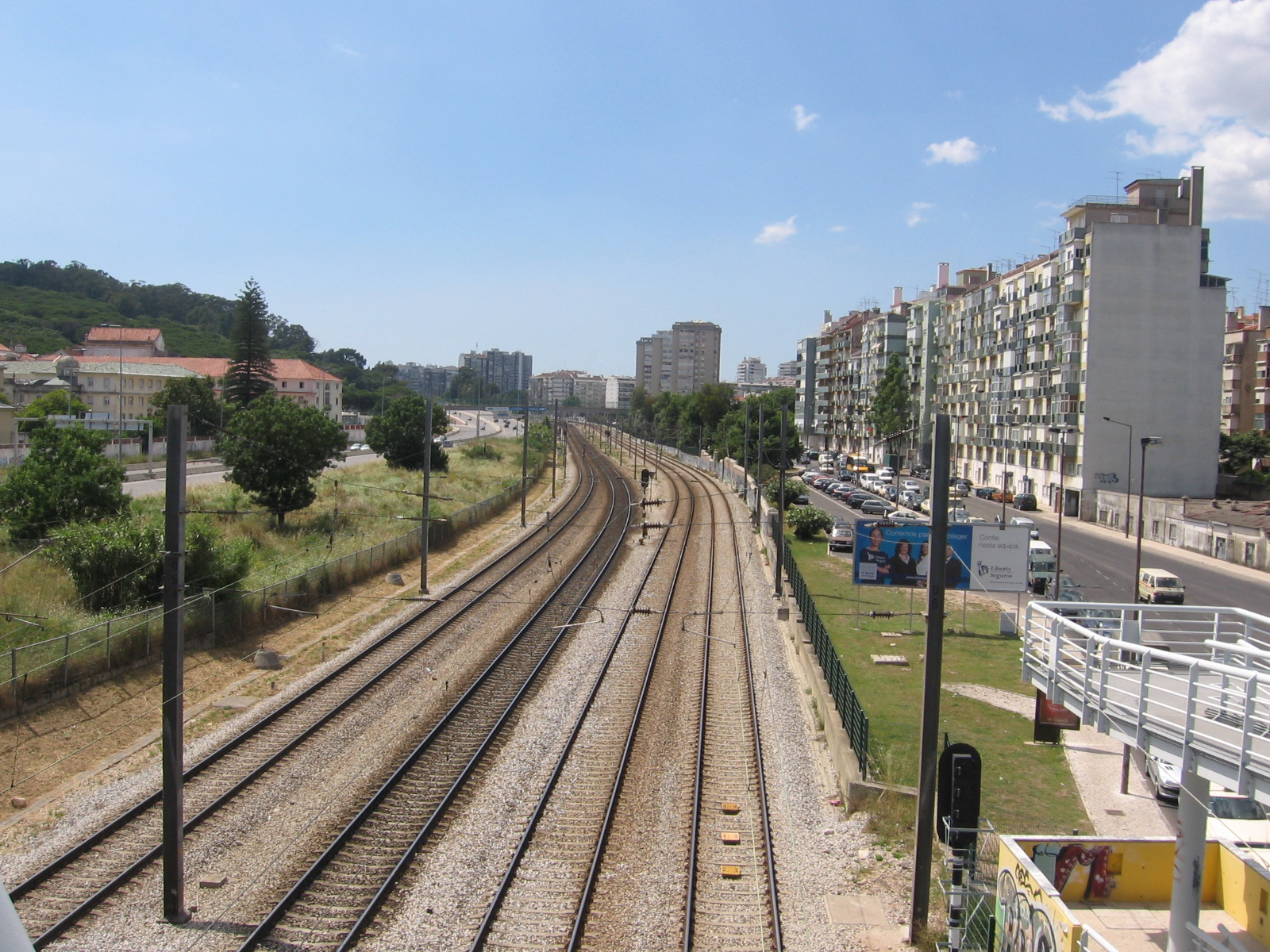
Linha de Sintra bij Benfica
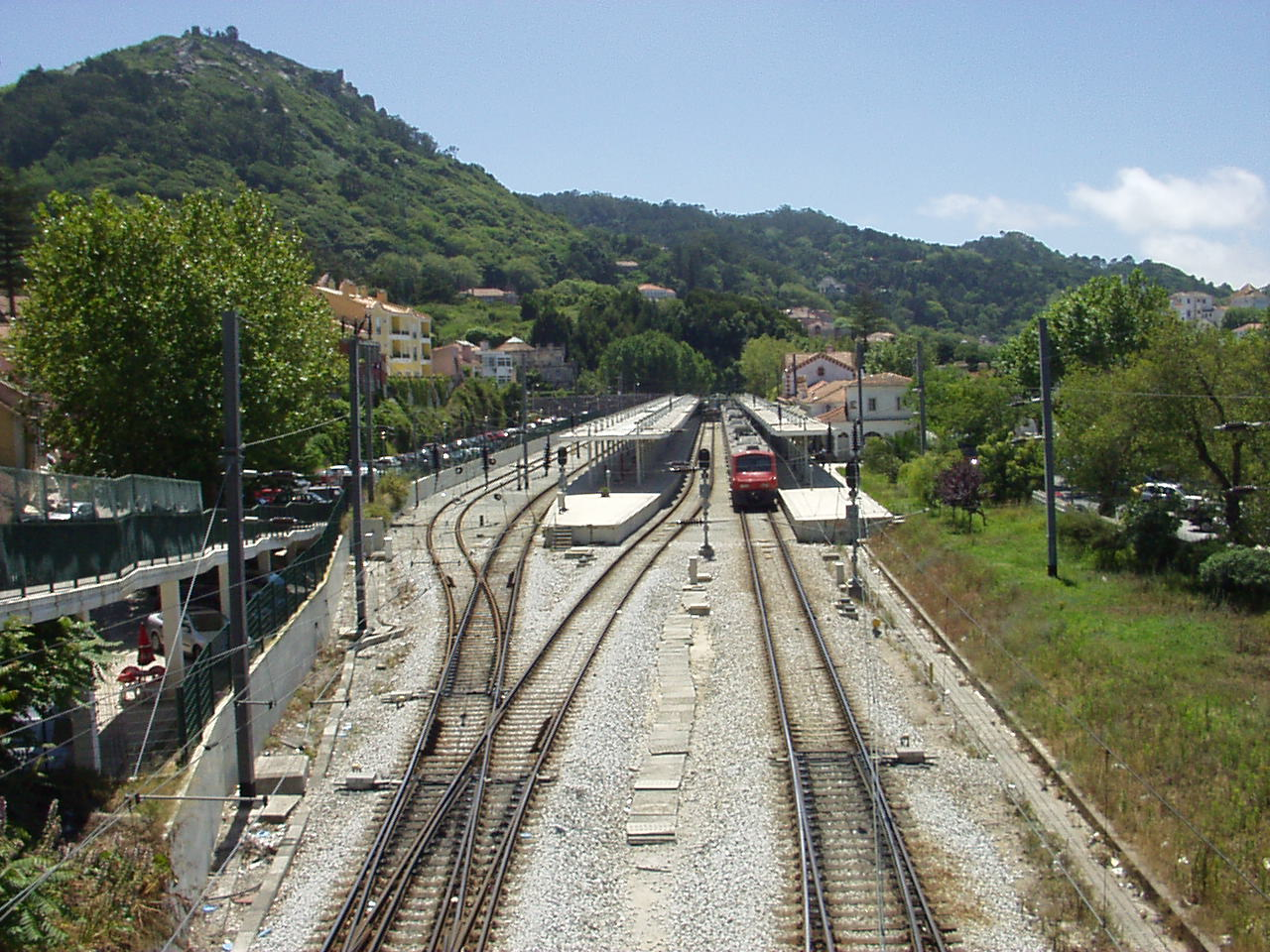
Station van Sintra - het eindstation van de Linha de Sintra